# Дипломатически мисии в Унгария
Това е списък на държавите които имат дипломатически мисии в Унгария. В Унгарската столица Будапеща има 83 посолства. Няколко други страни имат почетни консулства в Унгария с цел да предоставят спешна помощ на техните граждани при нужда. Други 44 държави имат акредитирани посолства за Унгария в други столици, като по-голямата част са във Виена и Берлин.

## Посолства в Будапеща
- Австрия
- Азербайджан
- Албания
- Алжир
- Ангола
- Аржентина
- Беларус
- Белгия
- Босна и Херцеговина
- Бразилия
- България
- Ватикан
- Колумбия
- Великобритания
- Венецуела
- Виетнам
- Германия
- Грузия
- Гърция
- Дания
- Египет
- Еквадор
- Естония
- Израел
- Индия
- Индонезия
- Иран
- Ирак
- Ирландия
- Испания
- Италия
- Йемен
- Казахстан
- Канада
- Катар
- Кипър
- Китай
- Куба
- Кувейт
- Латвия
- Либия
- Ливан
- Литва
- Северна Македония
- Малайзия
- Малтийски орден
- Мароко
- Мексико
- Молдова
- Монголия
- Нигерия
- Нидерландия
- Норвегия
- Катар
- Пакистан
- Палестинска автономия
- Полша
- Португалия
- Румъния
- Русия
- САЩ
- Сирия
- Судан
- Словакия
- Словения
- Сърбия
- Тайланд
- Тунис
- Турция
- Обединени арабски емирства
- Украйна
- Филипини
- Финландия
- Франция
- Хърватия
- Чехия
- Чили
- Швейцария
- Швеция
- Република Южна Африка
- Южна Корея
- Япония

## Мисии
- Тайван (офис)

## Генерални консулства
- Румъния (Гюла)
- Румъния (Сегед)
- Русия (Дебрецен)
- Словакия (Бекешчаба)
- Словения (Женготхард)
- Украйна (Ниредхаза)
- Хърватия (Печ)

## Почетни консулства
Будапеща
- Бангладеш
- Барбадос
- Бенин
- Боливия
- Гамбия
- Гана
- Гватемала
- Гренада
- Еквадор
- Еритрея
- Естония
- Етиопия
- Исландия
- Йордания
- Киргизстан
- Кот д'Ивоар
- Лесото
- Литва
- Мадагаскар
- Намибия
- Нова Зеландия
- Перу
- Сао Томе и Принсипи
- Сиера Леоне
- Сингапур
- Уганда
- Уругвай
- Шри Ланка
- Ямайка

Кестели
- Турция

Надканижа
- Хърватия

Печ
- Австрия
- Германия
- Италия
- Финландия
- Франция

Сегед
- Австрия
- Израел
- Италия
- Турция
- Франция

Секешфехервар
- Австрия

Сигетвар
- Турция

Сомбатхей
- Австрия

Веспрем
- Австрия

## Акредитирани посолства
- Армения (Виена)
- Афганистан (Виена)
- Австралия
- Бангладеш (Берлин)
- Бенин (Женева)
- Боливия (Виена)
- Буркина Фасо (Виена)
- Бурунди (Берлин)
- Гамбия (Париж)
- Гана (Прага)
- Гватемала (Виена)
- Еритрея (Берлин)
- Етиопия (Виена)
- Замбия (Берлин)
- Зимбабве (Белград)
- Исландия (Виена)
- Йордания (Виена)
- Камбоджа (Варшава)
- Кения (Виена)
- Киргизстан (Виена)
- Колумбия (Виена)
- Кот д'Ивоар (Берлин)
- Кувейт (Виена)
- Лаос (Варшава)
- Лесото (Рим)
- Люксембург (Виена)
- Мавритания (Москва)
- Малта (Виена)
- Непал (Берлин)
- Нигер(Бон)
- Никарагуа(Рим)
- Нова Зеландия (Берлин)
- Оман (Виена)
- Перу (Виена)
- Руанда (Бон)
- Сан Марино (Сан Марино)
- Есватини (Копенхаген)
- Северна Корея (Виена)
- Сейшелски острови (Париж)
- Судан (Виена)
- Таджикистан (Виена)
- Уругвай (Виена)
- Чад (Москва)
- Шри Ланка (Виена)
- Ямайка (Берлин)